# Saint-Malo-de-Beignon

Saint-Malo-de-Beignon este o comună în departamentul Morbihan, Franța. În 1 ianuarie 2022 avea o populație de 543 de locuitori.